# Битва при річці Пек
Битва при річці Пек або Битва при річці Хакусон (кор. 백강 전투; кит.: 白江戰鬪; яп. 白村江の戦い; 27 — 28 серпня 663) — бій, що відбувся у гирлі річки Пекганг в Кореї між союзними силами китайської імперії Тан та корейської держави Сілла з одного боку та військ коаліції японської держави Ямато і добровольців колишньої корейської держави Пекче з іншого. Завершився перемогою китайсько-корейських союзників.
Битва при Пекганг поставила хрест на спробах пекчеської знаті відродити свою державу за допомогою японців і розчистила для Сілла шлях об'єднання Корейського півострова. Розгромлена Ямато відмовилась від активного втручання у справи в Кореї і зосередилася на обороні своїх західних земель від можливої тансько-сілланської навали. Залишки пекчесців відступили до Японських островів і були інкорпоровані до місцевого управлінського апарату.